# 植田町 (弘前市)
植田町（うえだちょう）は、江戸期から現在にかけての青森県弘前市の地名。郵便番号は036-8023。

## 地理
萱町・代官町と並走し、二町の裏手にあたり、南北に伸びる町。町域の北部は和徳町、東部は代官町、南部から南西部にかけて緑町、西部は萱町に接する。

## 歴史
宝永2～4年ごろに三の丸武家屋敷の移転に伴い新たに町割りされる（津軽史）。明和元年には上田町と見え、武家屋敷は52。

### 沿革
- 明和元年 - 当時の記録では上田町とある。
- 江戸期 - 弘前城下の一町。
- 明治初年～22年 - 弘前を冠称。

### 地名の由来
田園地帯に成立したことから。

## 世帯数と人口
2023年（令和5年）7月1日現在の世帯数と人口は以下の通りである。
| 大字   | 世帯数  | 人口  |
| ------ | ------- | ----- |
| 植田町 | 108世帯 | 196人 |

## 施設

### 医療
- 五日市内科医院

### 商業
- 全国労働者共済生活協同組合連合会共済ショップ弘前店

## 小・中学校の学区
市立小・中学校に通う場合、学区は以下の通りとなる。
| 大字   | 番地 | 小学校             | 中学校             |
| ------ | ---- | ------------------ | ------------------ |
| 植田町 | 全域 | 弘前市立和徳小学校 | 弘前市立第一中学校 |

## 交通
- 弘南バス

萱町（ためのぶ号 津軽藩ねぷた村経由 - りんご公園線、他）停留所。

## 出身著名人
- 櫻田清芽（弘前市長）